# 미야자키촌 (교토부)
미야자키촌(일본어: 宮前村)은 일본 교토부 미나미쿠와다군에 설치되었던 촌이다. 현재의 가메오카시에 해당한다.